# 小行星11248
小行星11248（11248 Blériot）是一颗绕太阳运转的小行星，为主小行星带小行星。该小行星于1977年10月16日发现。

## 轨道参数
小行星11248的轨道半长轴为2.1835112 UA，离心率为0.073。